# 1956 w informatyce
Kalendarium informatyczne 1956 roku
- Lato – podczas konferencji w Dartmouth John McCarthy jako pierwszy użył terminu „sztuczna inteligencja”[1].
- IBM zaprezentował RAMAC, pierwszy komputer gromadzący dane na dysku twardym[2].
- John Bardeen, Walter Houser Brattain i William Shockley otrzymali Nagrodę Nobla z dziedziny fizyki za badania nad półprzewodnikami i wynalezienie tranzystora[3][4][5][6].